# Ksenoestrogeny
Ksenoestrogeny – związki chemiczne, które wykazują zdolność interakcji z układem hormonalnym i modulowania jego czynności w sposób charakterystyczny dla estrogenów. Ksenoestrogeny zalicza się do szerokiej grupy nazywanej w piśmiennictwie angielskim endocrine disrupting compounds (EDCs) lub endocrine disruptors (EDs). Stosowane w polskim piśmiennictwie sformułowanie „modulatory hormonalne” nie do końca oddaje charakter tych związków, które raczej zaburzają niż modulują gospodarkę hormonalną organizmu.
Ksenoestrogeny nie mają jednolitej struktury chemicznej. Do tej grupy zalicza się zarówno związki alifatyczne, jak i związki aromatyczne; niektóre z nich zawierają w strukturze metale ciężkie lub fluorowce. Przynależność poszczególnych związków do ksenoestrogenów determinowana jest nie przez strukturę chemiczną, ale przez sposób działania na organizmy żywe. Taka sytuacja znacznie zmniejsza możliwości rozpoznawania tych związków, gdyż dopiero testy biologiczne mogą wykazać, czy dany związek ma potencjał estrogenowy, czy też nie.
Rozwój przemysłu chemicznego (niektóre herbicydy i pestycydy) i upowszechnienie leków opartych na estrogenach (np. tabletka antykoncepcyjna) skutkują uwalnianiem do środowiska znacznych ilości tych substancji. Podejrzewane są one o wywoływanie skutków ubocznych wśród ssaków – zaburzeń płodności, niewykształcania cech płciowych i inne skutki uboczne – zwłaszcza wśród fauny żyjącej w wodach morskich i śródlądowych.
Ksenoestrogeny obecne w wodzie pitnej podejrzewane są również o powodowanie zaburzeń płodności u mężczyzn oraz zaburzeń w kształtowaniu cech płciowych człowieka w życiu płodowym, zwłaszcza u mężczyzn.

## Mechanizmy działania
Ksenoestrogeny mogą zaburzać funkcjonowanie organizmu i równowagi hormonalnej poprzez następujące mechanizmy:
- mimikra hormonalna – ligand łączy się z receptorem estrogenowym i działa jako jego agonista, aktywując receptor w sposób podobny do estradiolu. Dotyczy to głównie ligandów o podobnej do estradiolu budowie chemicznej, które mogą wiązać się do receptora estrogenowego. Przykładem takiego ligandu jest dietylstilbestrol (DES);
- blokowanie receptora estrogenowego lub działanie antagonistyczne, hamujące oddziaływanie naturalnych estrogenów za pośrednictwem receptora lub wywołujące przeciwne skutki;
- wpływ na syntezę, rozpad lub eliminację z ustroju hormonów;
- wpływ na biodostępność hormonów np. przez ograniczanie stężenia białka wiążącego hormony płciowe;
- wpływ na ilość receptorów dla różnych hormonów;
- zaburzenia gospodarki hormonalnej przez oddziaływanie na poziomie aktywności podwzgórza lub przysadki mózgowej – głównych punktach kontrolnych systemu hormonalnego;
- bezpośredni wpływ na ekspresję genów w DNA (imprinting genomowy) opisany np. dla DDT i jego metabolitów.